# Shelvin Mack
Shelvin Bernard Mack, Jr. (ur. 22 kwietnia 1990 w Lexington) – amerykański koszykarz, występujący na pozycji obrońcy, obecnie zawodnik Hapoelu Jerozolima.
18 lutego 2016 w ramach wymiany między trzema klubami przeszedł z Atlanta Hawks do Utah Jazz. 8 lipca 2017 został zawodnikiem Orlando Magic. 25 czerwca 2018 został zwolniony.
7 sierpnia 2018 podpisał umowę z Memphis Grizzlies.
7 lutego 2019 w wyniku wymiany trafił do Atlanty Hawks. Następnego dnia został zwolniony.
10 lutego 2019 zawarł kontrakt z Charlotte Hornets.
25 lipca 2019 został zawodnikiem włoskiego AX Armani Exchange Mediolan. 16 stycznia 2020 dołączył do izraelskiego Hapoelu Jerozolima.

## Osiągnięcia
Stan na 17 stycznia 2020, na podstawie, o ile nie zaznaczono inaczej.
NCAA
- Wicemistrz NCAA (2010, 2011)
- Uczestnik turnieju NCAA (2009–2011)
- Mistrz:
  - turnieju Ligi Horizon (2010, 2011)
  - sezonu zasadniczego Ligi Horizon (2009–2011)
- Zaliczony do:
  - I składu:
    - turnieju:
      - NCAA (2010)
      - Ligi Horizon (2010, 2011)
      - zawodników nowo przybyłych Ligi Horizon (2009)
      - Diamond Head Classic (2011)

    - NCAA Final Four (2011)[10]
    - Ligi Horizon (2010)

  - II składu Ligi Horizon (2011)

D-League
- Uczestnik meczów gwiazd D-League (2013)
- Wybrany do I składu turnieju NBA D-League Showcase (2013)
- Zawodnik tygodnia (10.12.2012)

Reprezentacja
- Mistrz świata U–19 (2009)